# Ardas

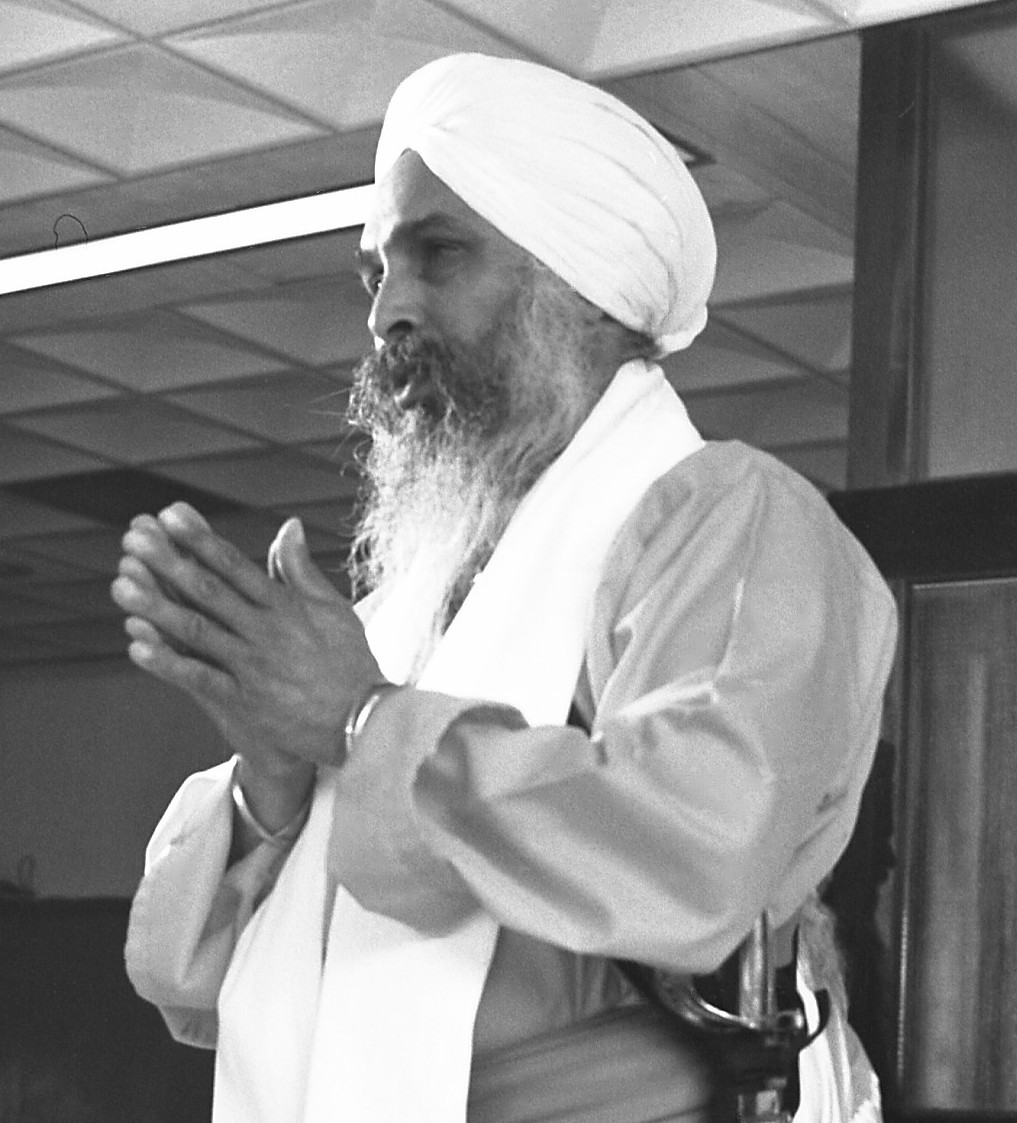
Sikh récitant l'ardas

L'Ardas est une prière sikhe très vivace dans la foi actuelle. À titre individuel ou familial, elle est récitée le matin et le soir et avant les repas par le croyant, et aussi avant d'entreprendre toutes les choses importantes de la vie. Dans le cadre rituélique en groupe,  comme le Nagar Kirtan, procession annuelle  à l'occasion du festival Baisakhi (ou Vaisakh), elle est récitée par l'ensemble des fidèles à leur arrivée au temple. Cette prière lance un appel, et parle d'une partie de l'histoire sikhe; elle sert à faire vivre la dévotion envers Dieu. Elle cite les dix noms des gurus du sikhisme. Elle a évolué au cours du temps. Elle est généralement récitée en position debout, les mains jointes.
Le mot "Ardas" est dérivé de "Arazdashat", un mot persan signifiant une demande, supplication, prière, une pétition ou une adresse à une autorité supérieure. Elle n'est pas inscrite dans le livre saint du sikhisme, le Guru Granth Sahib. Certains la désigne comme le cœur priant de la communauté sikhe, évoluant au cours des siècles. 
Elle débute ainsi : 
ਅਰਦਾਸ: ੴ ਵਾਹਿਗ੝ਰੂ ਜੀ ਕੀ ਫਤਹਿ ॥ ਸ੝ਰੀ ਭਗੌਤੀ ਜੀ ਸਹਾਇ ॥ ਵਾਰ ਸ੝ਰੀ ਭਗੌਤੀ ਜੀ ਕੀ ਪਾਤਸ਼ਾਹੀ ੧੦॥ 

Soit, : Ardaas, Ekh-oonkaar Vaaheguroo jee kee Fat'eh. Sree Bhagautee jee Sahaa-e; vaar Sree Bhagautee jee kee Paat'shaahee D'assveen
Traduction française : Un Dieu, la Victoire appartient à Waheguru. Le Bhagauti sacré ; ode au Bhagauti par le dixième maître… (Le Baghauti est l'alliance de l'intelligence et de la sagesse de l'âme , un concept sikh).
L'Ardas est composée en trois parties: lors de la première le croyant invoque l'Un Intemporel et les neuf premiers gurus du sikhisme. La deuxième partie rappelle les sacrifices et les dévouements de sikhs. La troisième section comprend des mots improvisés suivant les besoins du moments de la congrégation en prière et de l'occasion qui suscite la récitation de l'Ardas. 

## Source
- Ardas dans wikipédia en anglais